# Baby Jane (Rod Stewart)
Baby Jane is een nummer van de Britse zanger Rod Stewart. Het is de eerste single van zijn twaalfde studioalbum Body Wishes uit 1983. Op 27 mei van dat jaar werd het nummer op single uitgebracht.

## Achtergrond
"Baby Jane" werd wereldwijd een grote hit. De plaat bereikte in een aantal landen de nummer 1-positie, waaronder in Stewarts thuisland het Verenigd Koninkrijk, Ierland, Duitsland en Zuid-Afrika. De plaat was echter wel Stewarts laatste Britse nummer 1-hit. 
In Nederland werd de plaat veel gedraaid op Hilversum 3 en werd een hit in de destijds drie landelijke hitlijsten op de nationale publieke popzender. De plaat bereikte de 6e positie in zowel  de Nederlandse Top 40 als de TROS Top 50. In de Nationale Hitparade werd de 9e positie bereikt. In de Europese hitlijst op Hilversum 3, de TROS Europarade, behaalde de plaat de nummer 1-positie.
In België bereikte de plaat de nummer 1-positie in zowel de voorloper van de Vlaamse Ultratop 50 als de Vlaamse Radio 2 Top 30. In Wallonië werd géén notering behaald.

## NPO Radio 2 Top 2000
Baby Jane stond alleen in 2000 in de NPO Radio 2 Top 2000, op plek 1543.